# Юрятино (Конаковський район)
Юрятино (рос. Юрятино) — присілок в Конаковському районі Тверської області Російської Федерації.
Населення становить 36 осіб. Входить до складу муніципального утворення Юр'єво-Девичевське сільське поселення.

## Історія
Від 2005 року входить до складу муніципального утворення Юр'єво-Девичевське сільське поселення.

## Населення
| 2010 |
| ---- |
| 36   |